# Wielbark

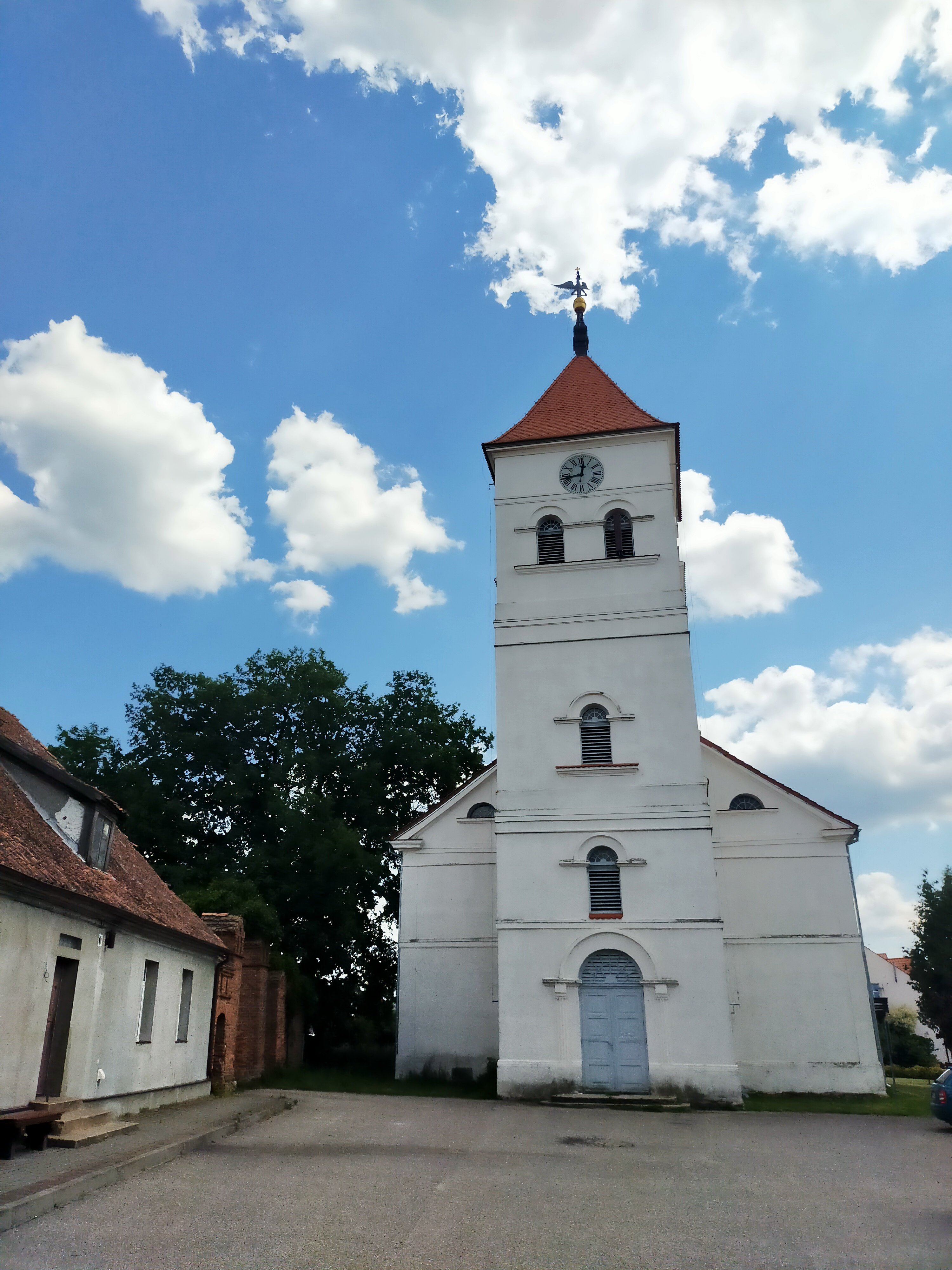
Kościół ewangelicko-augsburski w mieście Wielbark

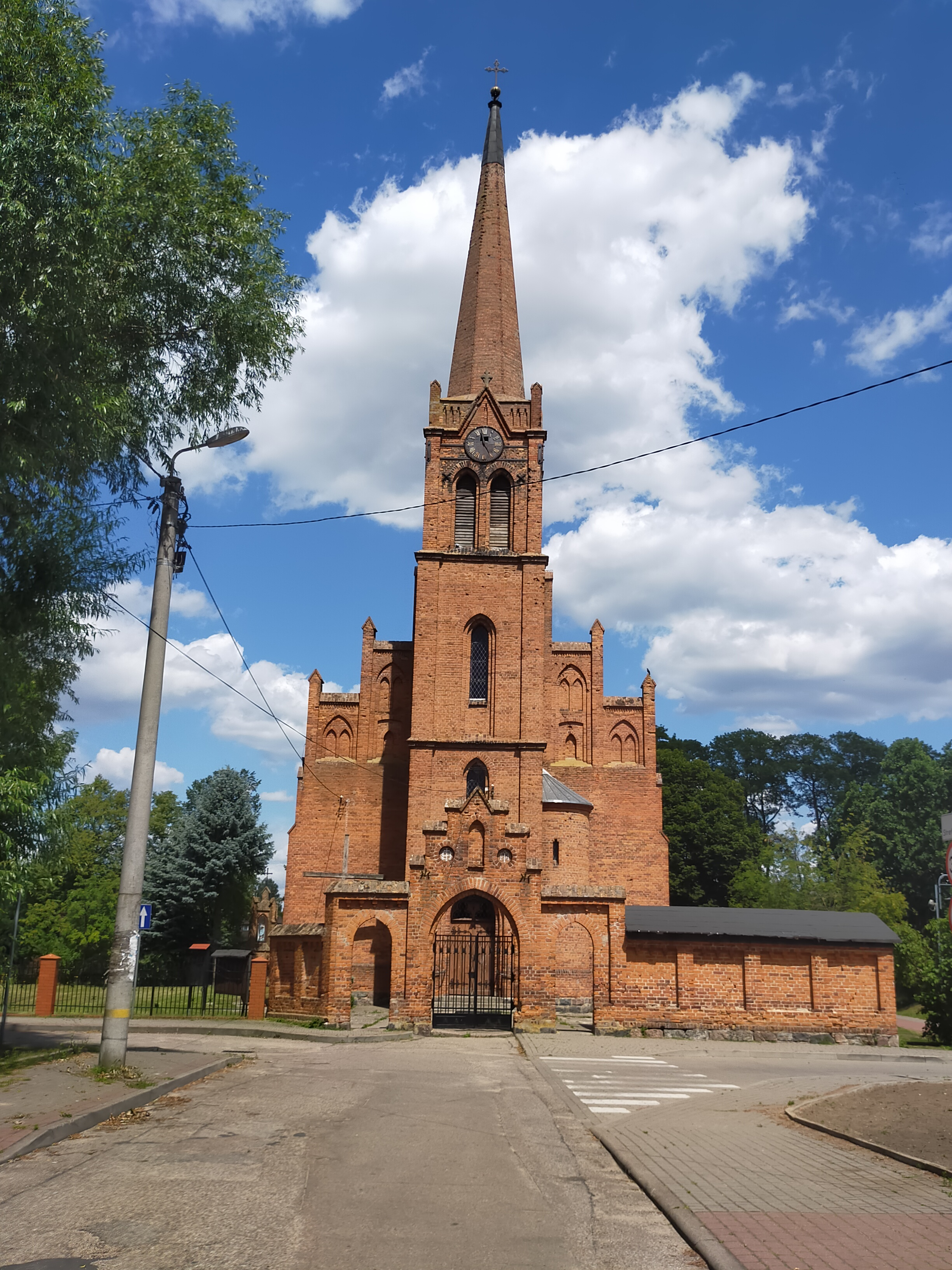
Kościół św. Jana Nepomucena w Wielbarku

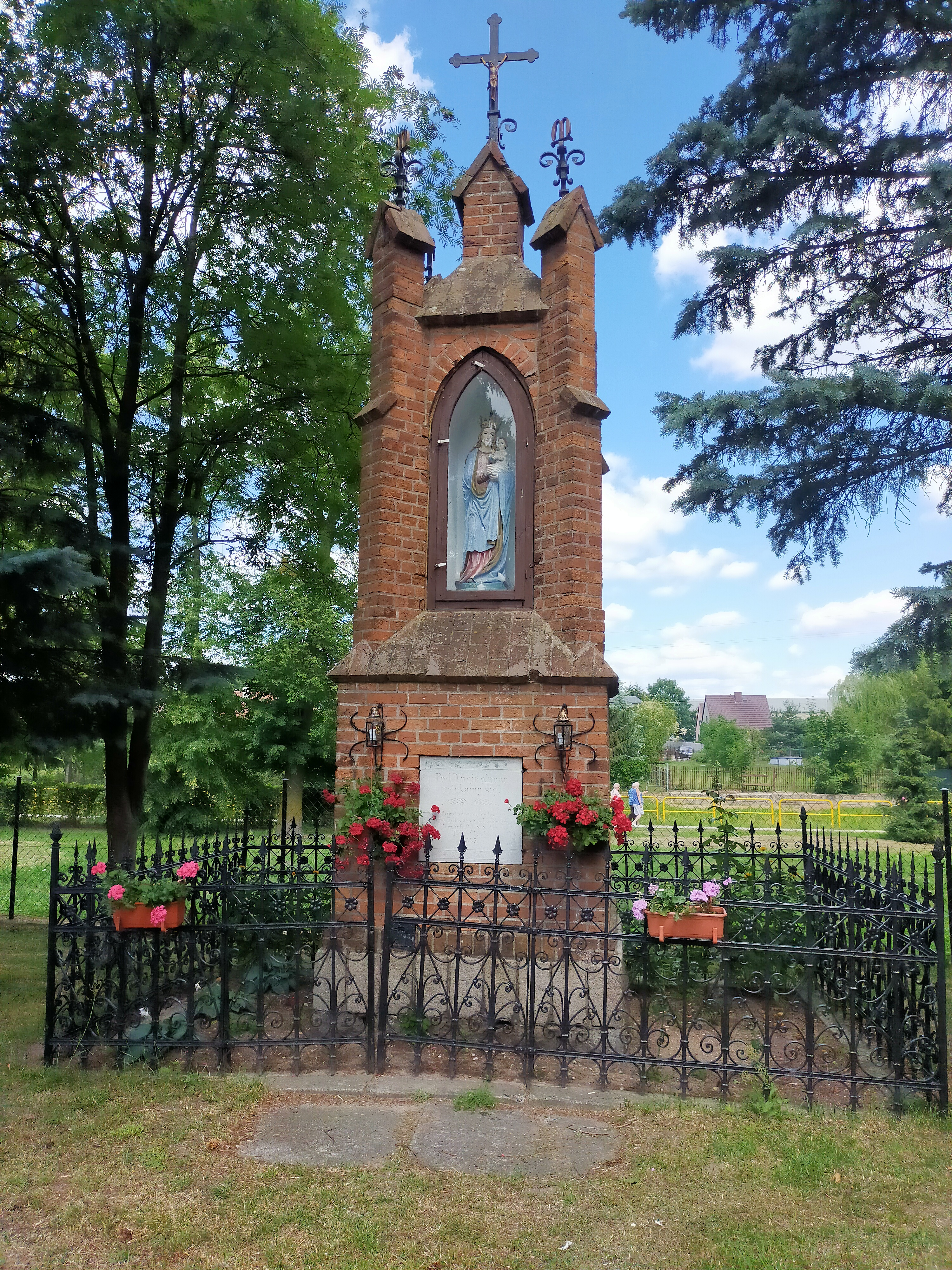
Neogotycka kapliczka z 1885 r. w mieście Wielbark

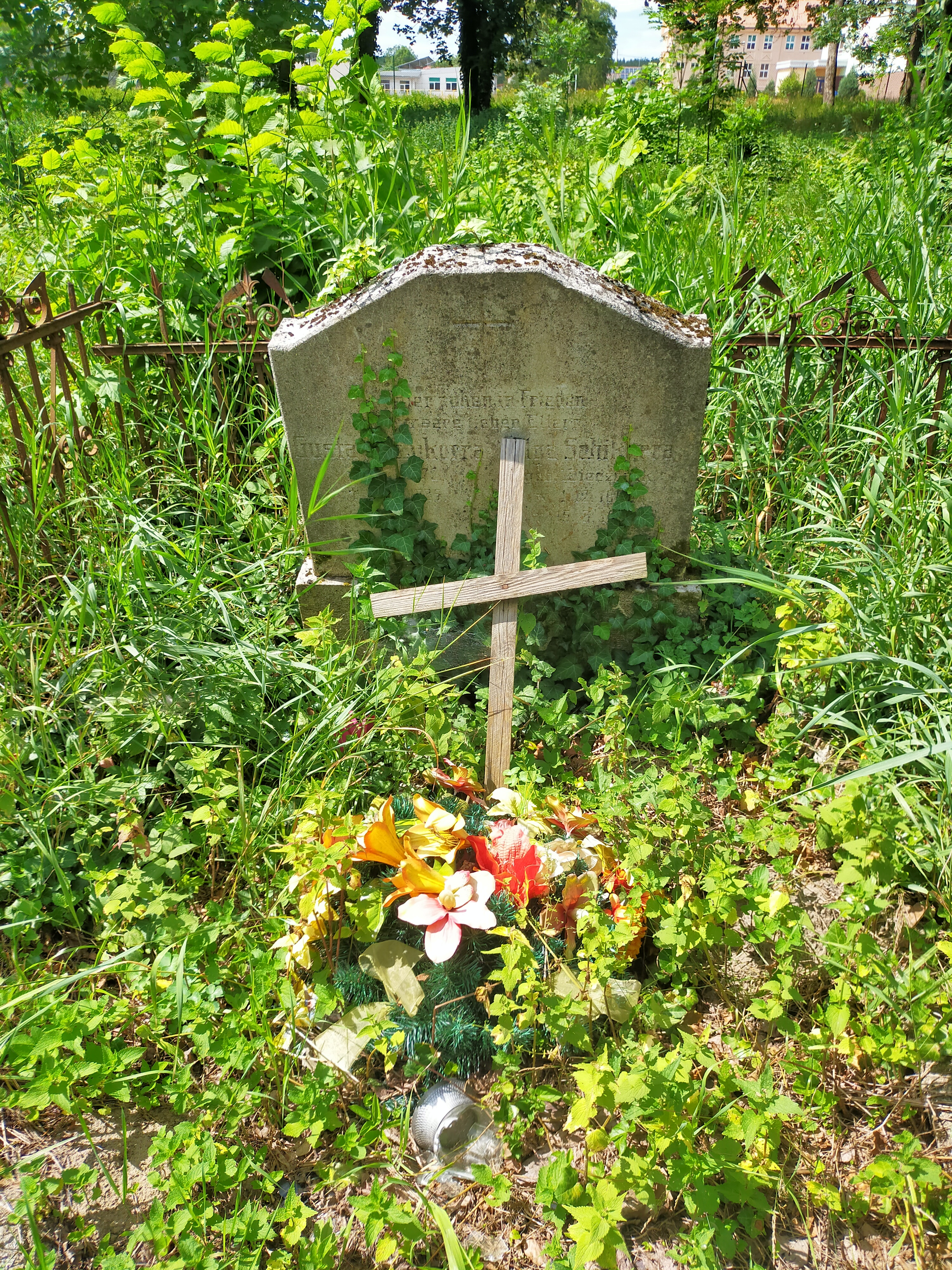
Nagrobek na dawnym cmentarzu ewangelickim w Wielbarku

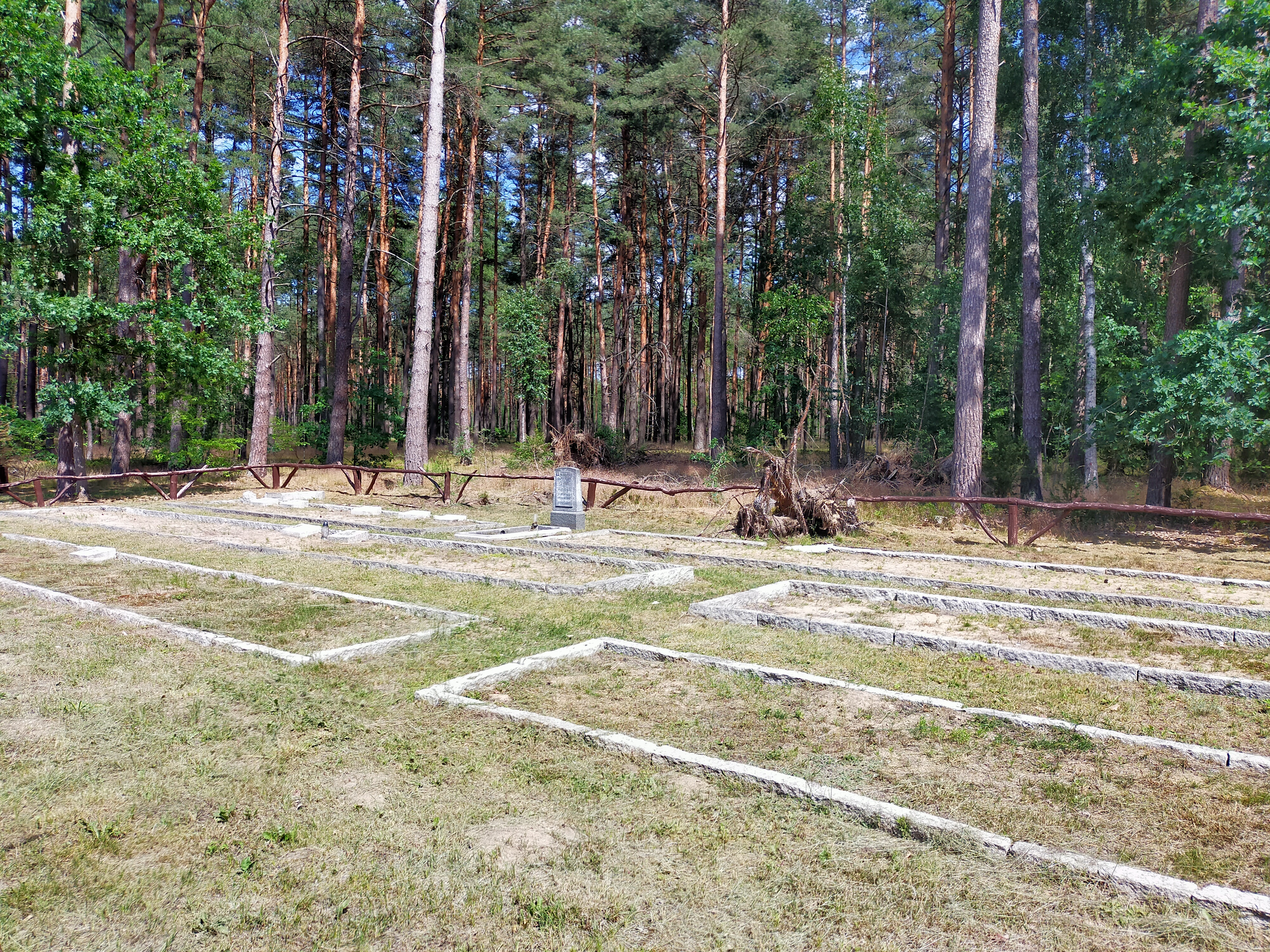
Cmentarz wojenny w Wielbarku dla poległych żołnierzy niemieckich i rosyjskich

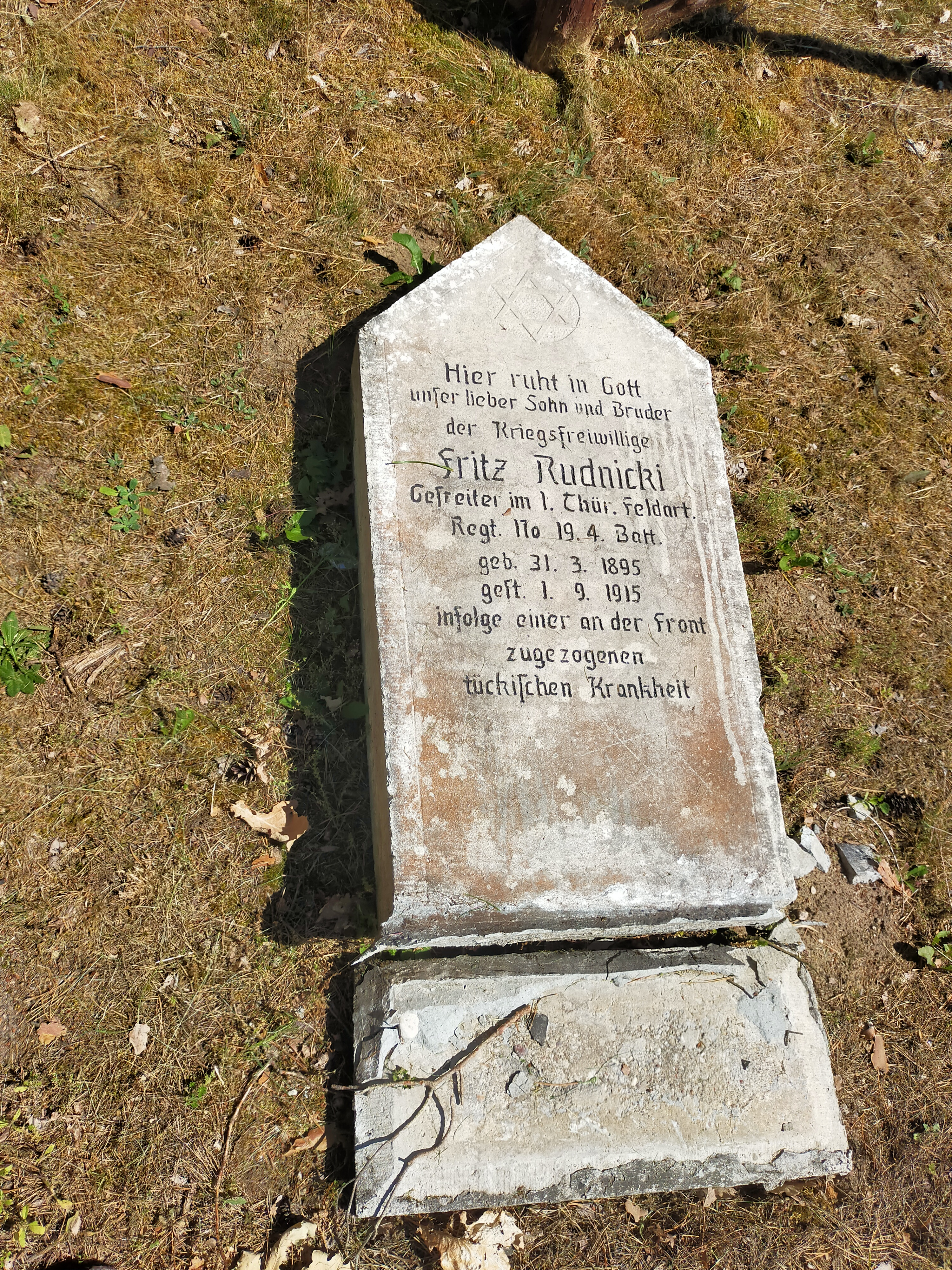
Jeden z nagrobków na cmentarzu wojennym dla żołnierzy rosyjskich i niemieckich

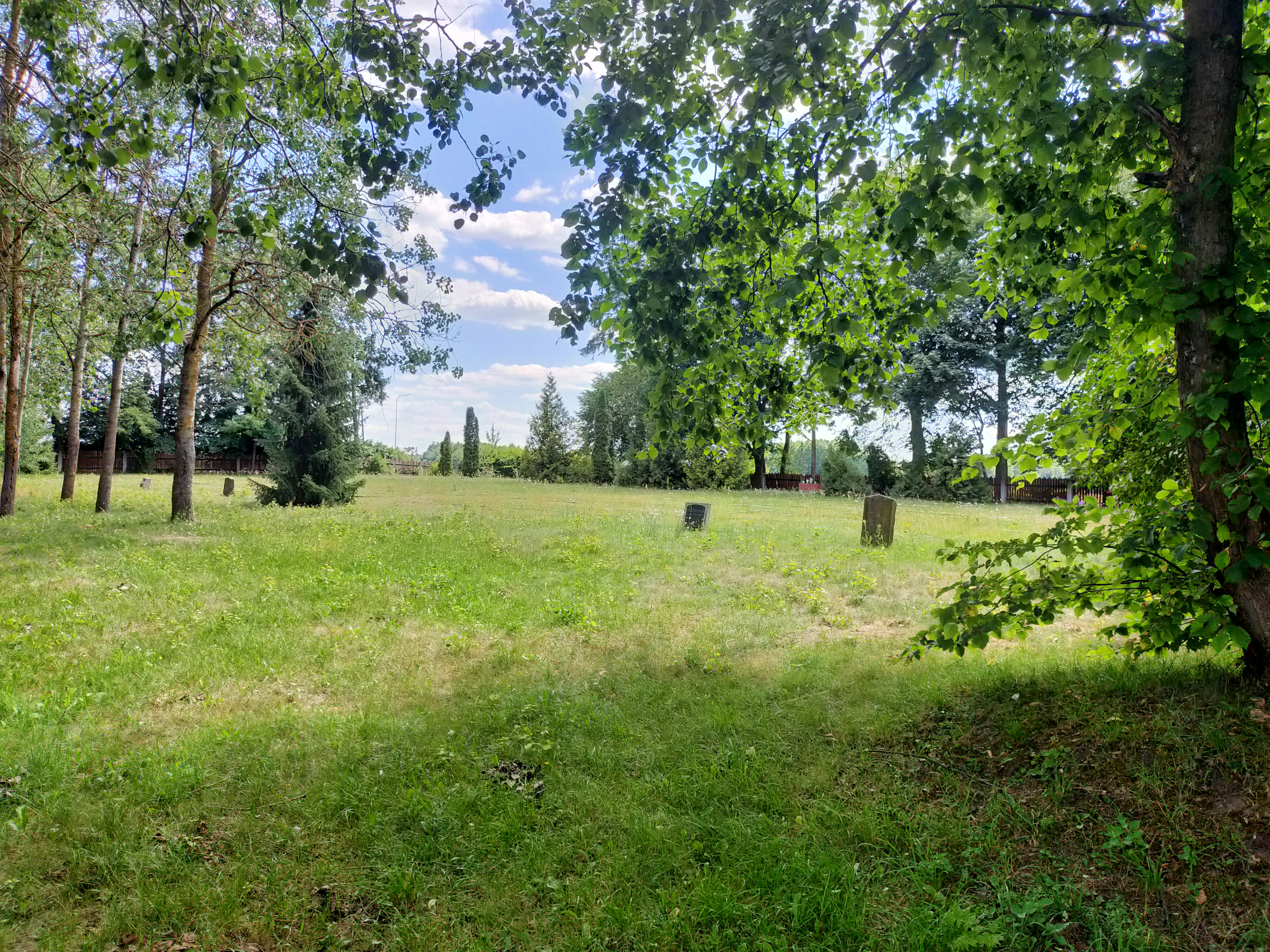
Cmentarz wojenny z okresu I wojny światowej w mieście Wielbark

Wielbark (niem. Willenberg) – miasto w Polsce położone w województwie warmińsko-mazurskim, w powiecie szczycieńskim, w gminie Wielbark, której jest siedzibą.
Położony jest przy ujściu rzeki Sawicy do Omulwi, w otoczeniu lasów. Znajduje się tu stacja kolejowa (linia PKP Ostrołęka – Olsztyn, Wielbark – Nidzica), przystanek PKS, apteka, ośrodek zdrowia, poczta, sklepy, karczma, stacja paliw; dawniej istniało kino.

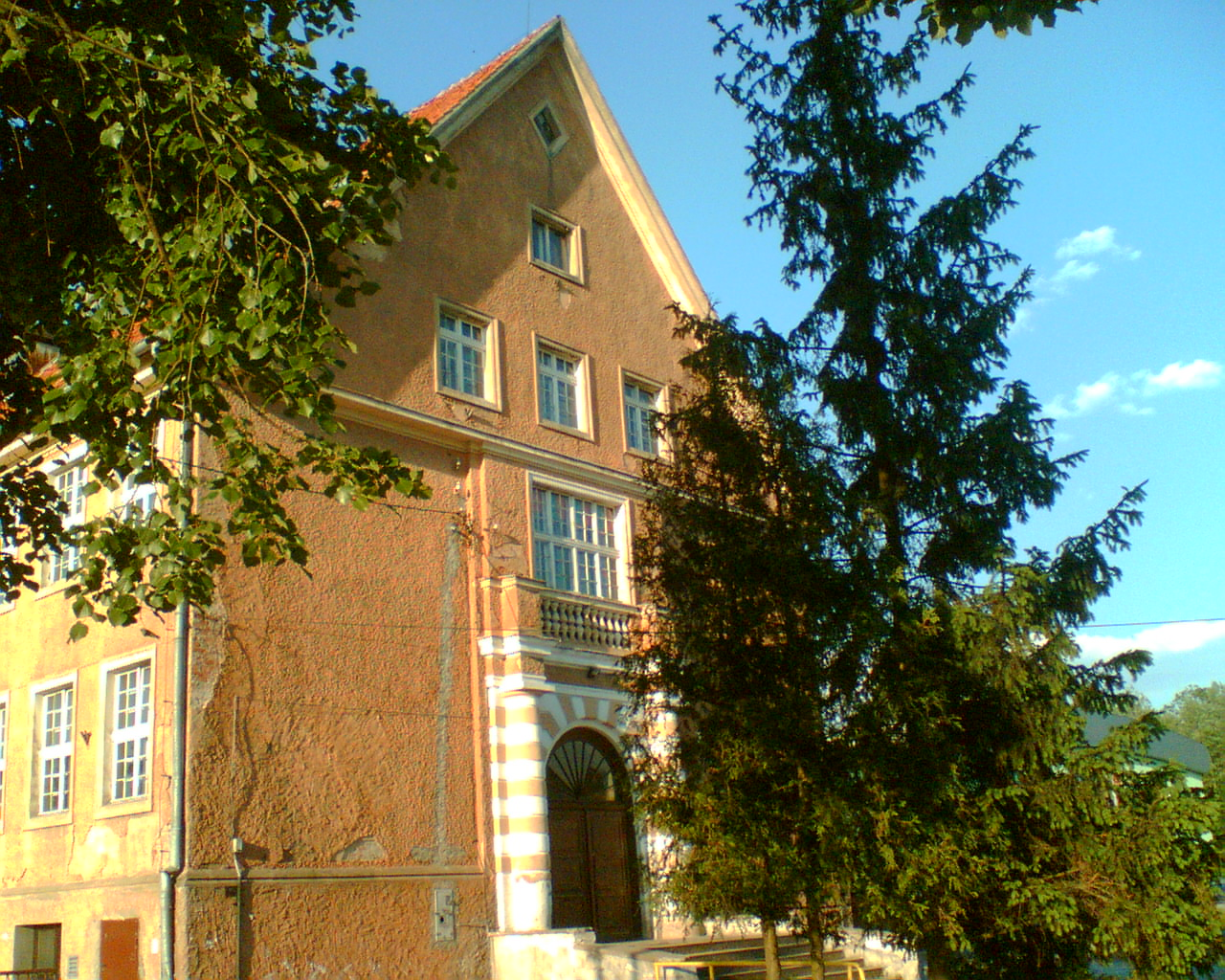
Zespół szkół w Wielbarku

Wielbark leży w południowej części Mazur, w historycznych Prusach Górnych, na obszarze dawnej ziemi Sasinów. Uzyskał lokację miejską w 1723 roku, zdegradowany w 1946 roku. Status miasta odzyskał z dniem 1 stycznia 2019.

## Historia
Wielbark został założony przez komtura krzyżackiego Fryderyka von Willenberga (1317–1327). Najpierw powstała strażnica krzyżacka, zwana Wildhaus. Wokół niej powstała osada bartników i hutników (wytwarzanie węgla drzewnego, dziegciu i smoły). Osada wzięła nazwę od strażnicy. W 1361 r. wymieniany w dokumentach był prokurator w Wielbarku.
Murowany zamek wzniesiono pod koniec XIV w. Był on użytkowany jeszcze przez księcia Albrechta, potem popadł w ruinę. Na resztkach wzniesiono w połowie XVIII w. urząd domeny królewskiej – późniejszy ratusz. Pod koniec XIV w. przy zamku osadzano bartników, później także karczmarzy i hutników. W ten sposób powstały odrębne jednostki osadnicze: Bartniki, Rudy, Wieś Karczmarska, które wraz z Ostrówkiem (czyli dawnym zamkiem) złożyły się na Wielbark w obecnych granicach (Ruda, Wieś Karczmarska i Ostrówko włączone 21 lipca 1723 r.). Pomiędzy 1466 a 1657 miejscowość znajdowała się pod zwierzchnictwem Królestwa Polskiego jako lenno.
Osada była położona nieopodal polskiej granicy, na szlaku Warszawa–Królewiec, co sprzyjało rozwojowi. W Wielbarku rozwijało się sukiennictwo i tkactwo. W 1637 osadę zamieszkiwało aż 11 karczmarzy o polskich nazwiskach (Miech, Sójka, Mazurek, Kuchta, Kaczmarczyk, Pakuła, Sęder, Sikora, Patoła, Lejko i Zabiegaj). W 1723 r. osada otrzymała prawa miejskie – początkowo bez Bartników, które przyłączono do miasta dopiero w 1745 r. i od tej pory nazywane były Warszawskim Przedmieściem. W 1747 uzyskał prawo do organizowania 3 dorocznych jarmarków. Pod względem ludności było to jedno z najmniejszych miast na Mazurach.

### XIX-XX wiek
Okolice znane były w XIX w. z eksploatacji bursztynu. W czasie kampanii napoleońskiej, w dniach 21 stycznia – 2 lutego 1807, w Wielbarku kwaterował Napoleon. Później, bo w roku 1813, kwaterował tu car Aleksander I. W czasie powstania styczniowego (1863) przez Wielbark przerzucano broń dla powstańców. W 1871 miasto znalazło się w granicach Niemiec.
W latach 1872–1887 proboszczem parafii katolickiej w Wielbarku był ks. Jan Szadowski, działacz religijno-społeczny, obrońca mowy polskiej. Dzięki jego staraniom złożono petycję do władz pruskich, domagającą się utrzymania języka polskiego w szkołach ludowych. Był inicjatorem budowy kościoła katolickiego w Wielbarku.
W czasie I wojny światowej miasto dwukrotnie zajęły wojska rosyjskie. W 1920 internowano tu uciekające z Polski, rozbite wojska bolszewickie. We wrześniu 1939 r. węzeł kolejowy w Wielbarku został zbombardowany przez polskie samoloty z 41 eskadry rozpoznawczej.
W 1946 miejscowość została włączona do nowo powstałego województwa olsztyńskiego na terenie powojennej Polski, do którego przynależała do reformy administracyjnej w 1998. Z powodu znacznych zniszczeń powstałych w 1945 miejscowość utraciła prawa miejskie. Przez krótki czas po zakończeniu wojny funkcjonował tu ważny punkt przeładunkowy przesiedleńców z Kresów Wschodnich.

### Konsultacje lokalne w sprawie nadania statusu miasta
Z wnioskiem o rozpoczęcie konsultacji w sprawie odzyskania statusu miasta wystąpiło w 2016 r. Stowarzyszenie Miłośników Ziemi Wielbarskiej; podpisało go 166 mieszkańców. 14 grudnia 2016 w Urzędzie Gminy Wielbark odbyło się wspólne posiedzenie komisji odnośnie do przywrócenia praw miejskich Wielbarkowi. Konsultacje zostały przeprowadzone w dniach 20–25 i 29 września 2017 r. W konsultacjach udział wzięło 2735 osób (52,64% uprawnionych), z czego 2027 osób było za (74,11%), 559 przeciw (20,44%), 141 wstrzymało się, a 11 głosów było nieważnych. W Wielbarku uczestniczyło 1098 osób (46,47% uprawnionych), z czego: „za” oddano 758 głosów (69,03%), „przeciw” było 280 (25,5%), a 59 wstrzymało się (3,7%). na podstawie pozytywnych konsultacji przeprowadzonych w 2017 roku, postanowiono wystąpić w 2018 roku z wnioskiem o nadanie statusu miasta miejscowości Wielbark. Wniosek został przekazany w marcu do Urzędu Wojewódzkiego w Olsztynie, za pośrednictwem którego trafi do MSWiA. 1 stycznia 2019 status miasta został przywrócony.

## Zabytki
- Kościół ewangelicki, dawna świątynia wybudowana w 1721 r., została rozebrany w 1819 r., a w latach 1823–1827 wybudowano nowy kościół (wg projektu berlińskiego architekta Karola Fryderyka Schinkla, wybudowany przez mistrza Schimmelpfenniga), wykorzystując starsze elementy. Obecnie nie jest użytkowany. Jest to duża, salowa budowla z wysuniętą od strony zachodniej wieżą, konsekrowana 27 września 1827 r., zaliczana do ładniejszych przykładów nurtu eklektyczno-klasycyzującego Karola Fryderyka Schinkla we współczesnej mu architekturze Prus.
- Neogotycki kościół katolicki pw. św. Jana Nepomucena, wybudowany w latach 1879–1880. Strop na drewnianych podciągach i kroksztynach, wyposażenie neogotyckie, witraże wykonane w latach 60. XX w. przez Stanisława Powalisza z Poznania.
- Domy z XIX w.
- Neogotycka kapliczka z 1885 r. (obok kościoła), z czerwonej cegły, z marmurową tabliczką i napisem „Pod Twoją Obronę uciekamy się Primo annivers. Dedicat hujus Ecclesiae s. tit. s. Joannis Nep. Dom. infr. Oct. SS. App. Petri et Pauli 1885”
- Park
- Cmentarz wojenny z okresu I wojny światowej (droga na Jedwabno) z mogiłami 399 żołnierzy armii niemieckiej i rosyjskiej, którzy zmarli w miejscowym lazarecie (był w kościele ewangelickim)
- Cmentarz wojenny z okresu I wojny światowej (w lesie) dla żołnierzy zmarłych głównie na cholerę (145 żołnierzy głównie armii rosyjskiej)
- Dawny cmentarz ewangelicki z mogiłami żołnierzy.

## Gospodarka
W Wielbarku znajduje się fabryka Ikei oraz dwa mniejsze tartaki.

## Transport
Znajduje się tu stacja kolejowa. Obecnie Wielbark posiada połączenie kolejowe ze Szczytnem. Są to dwa pociągi dziennie.
Od 1 stycznia do 8 czerwca 2013 Wielbark posiadał połączenie kolejowe ze Szczytnem, lecz od 9 czerwca połączenia zostały zawieszone. 13 października 2016 Rynek Kolejowy udostępnił informację, że od 29 października 2016 roku zostaną przywrócone połączenia kolejowe z Olsztynem.
Miasto posiada również wiele połączeń autobusowych z różnymi miastami na terenie Polski.